# (34147) Vengadesan
2000 QV16 (asteroide 34147) é um asteroide da cintura principal. Possui uma excentricidade de 0.06620230 e uma inclinação de 3.30031º.
Este asteroide foi descoberto no dia 24 de agosto de 2000 por LINEAR em Socorro.